# Françoise Giroud
Françoise Giroud   (Lausana, 21 de setembre de 1916 - París, 19 de gener de 2003) fou una periodista, escriptora i política francesa. Va ser vicepresidenta del Partit Radical i Radical Socialista i de la Unió per la Democràcia Francesa. També va ser secretària d'estat en dues ocasions.

## Biografia
Era filla de Salih Gourdji, director de l'Agence télégraphique ottomane a Constantinoble, i d'Elda Farragi, ambdós «israelites de l'Imperi turc».
Alumna de l'institut Molière de París, Lea France Gourdji va començar a treballar als 14 anys, per la qual cosa va abandonar els seus estudis. Després d'un curs de mecanografia, va treballar en una llibreria del bulevard Raspail. Quan va deixar la llibreria, es va introduir en el món del cinema i de la ràdio. Per a treballar en la ràdio, André Gillois li va crear el pseudònim Françoise Giroud, quasi un anagrama del seu nom, pseudònim que va ser oficialitzat com a nom seu en 1994.
Gràcies a Marc Allégret esdevingué durant un temps l'assistent ocasional d'André Gide i inicià la carrera de cinema a París col·laborant en 1932 en el guió de Fanny i La Grande Illusion de Jean Renoir. Després, va treballar amb Jacques Becker. Tota aquesta experiència cinematogràfica li va fer descobrir el seu talent per l'escriptura.
Durant la Segona Guerra Mundial, va ser agent d'unió de la resistència. Més tard, va ser detinguda per la Gestapo i, a continuació, empresonada a Fresnes (França). Malgrat tot, les seues conviccions es van fer fortes en comptes de debilitar-se, i les va mantindre en el seu compromís contra la guerra d'Algèria, a favor de la lluita de les dones i de la llibertat de premsa. Després de la guerra, Hélène Lazareff, creadora de la revista Elle, la va nomenar directora de redacció, càrrec que va ocupar des de l'any 1946 fins al 1953. Mentrestant, va col·laborar amb France Dimanche, L'Intransigeant i France-Soir. Els seus ideals es van reafirmar durant aquesta època, creant la revista L'Express l'any 1953, de la qual va ser directora fins a l'any 1974. Va aparèixer diverses vegades al programa Italiques per a parlar sobre el feminisme i per a presentar el seu llibre Si je mens..., un llibre on explica tot el que ha vist i viscut.
Respecte a l'àmbit polític, va ser secretària d'estat per la condició de la dona al Govern de Jacques Chirac (1974) i de cultura al de Raymond Barre entre 1976 i 1977. Va formar part de la Coordinació francesa pel decenni de la cultura de pau i de no-violència.
Finalment, va morir el 19 de gener de 2003 a l'Hospital Americà de París.